# Tolypanthus esquirolii
Tolypanthus esquirolii är en tvåhjärtbladig växtart som först beskrevs av H. Lév., och fick sitt nu gällande namn av Lucien André Andrew Lauener. Tolypanthus esquirolii ingår i släktet Tolypanthus och familjen Loranthaceae. Inga underarter finns listade i Catalogue of Life.